# Acclamatio
Acclamatio és el nom de l'aclamació pública que feien els romans quan volien aprovar o desaprovar un fet, principalment als funerals, als casaments, als teatres o als triomfs, durant l'Imperi Romà.
Els oradors eren elogiats amb expressions com Bene et praeclare, Belle et festive, Non potest melius, i altres de semblants, segons diu Ciceró. També s'aplaudia i s'aclamava als autors que recitaven les seves pròpies composicions. Sota l'Imperi els aplaudiments del poble al circ i al teatre es van pautar. Tot el públic s'aixecava quan entrava l'emperador i el saludava amb una aclamació, que tenia unes paraules establertes i un ritme fix. Neró, per exemple, va establir els Augustiani o Augustales, un cos de joves nobles que eren entrenats per animar l'emperador amb entusiasme amb un determinat ritme musical. Modulatis laudationibus, en diu Suetoni. Els emperadors posteriors també rebien l'aclamació del Senat, tal com es registra a la Història Augusta.
Els noms de les diverses acclamatio eren: io triumphe (als triomfs), io hymen (als casaments), plaudite (al teatre al final de la representació), i la conclamare (a la mort d'una persona estimada). La acclamatio es donava també a l'emperador i a la seva família, pel costum de saludar al governant a manera d'adulació.
També es donava el nom d'acclamationes als decrets aprovats pel senat en honor de l'emperador, i a les felicitacions que se li adreçaven, que sempre es feien per aclamació. Sota Trajà les acclamationes es van introduir a l'acta que s'aixecava sobre el fet i es gravaven en bronze.